# Glitch
Glitch (nebo také Glitchcore, jinak znám jako CD Skipping) je termín používaný k označení žánru experimentální elektronické hudby, která se objevila v první polovině 90. let.
Glitch vznikal spolu se zdokonalováním počítačového hardwaru a softwaru. Spojuje v sobě minimalistickou rytmiku a řadu, často těžko definovatelných zvuků, různého pípání a cvakání. Pochází z New Yorku, kde ho prvně "představil" japonský umělec Yasunao Tone v roce 1985 ve svém představení Techno Eden. První regulérní glitch album se objevilo v roce 1993. Jmenovalo se Wohnton a nahrál ho projekt Oval.

## Umělci
- Cex
- DAT Politics
- edIT
- Electric Company
- Fennesz
- Frank Bretschneider
- Kid606
- Oval
- Random_Inc
- Station Rose
- The Rip-Off Artist
- Ultra-Red
- Ulver
- Vladislav Delay

## Vydavatelství
- Mille Plateaux
- Tigerbeat6